# Mika Lehto (zapaśnik)
Mika Samuel Lehto (ur. 21 kwietnia 1964 w Helsinkach) – fiński zapaśnik walczący w obu stylach. Olimpijczyk z Seulu 1988, gdzie odpadł w eliminacjach w kategorii 62 kg, w stylu wolnym.
Zajął trzynaste miejsce na mistrzostwach świata w 1991. Szósty na mistrzostwach Europy w 1989. Wicemistrz nordycki w 1986. Wicemistrz świata juniorów w 1980 roku.